# Ниссен, Грета
Грета Ниссен (букмол Greta Nissen, 30 января 1906 — 15 мая 1988) — американская актриса норвежского происхождения.

## Биография
Родилась 30 января 1906 года в Осло, Норвегия. С детства занималась танцами. Дебютировала как балерина в Норвежском национальном театре в 1922 году. Позже она снялась в нескольких датских фильмах. В 1924 году Ниссен отправилась на гастроли в США, где танцевала в бродвейских постановках. Вскоре она присоединилась к датской балетной труппе Нью-Йорка, с которой успешно в дальнейшем выступала.
В скором времени её заметил продюсер Джесси Ласки, благодаря которому она попала в Голливуд и снялась в десятке кинокартин, среди которых «Женщины всех наций» (1931), «Безмолвный свидетель» (1932) и «Музыкальный круиз» (1933). В 1933 году Грета Ниссен переехала в Великобританию, где продолжала сниматься на большом экране до 1937 года.
Дважды была замужем, родив от второго супруга своего единственного сына. Последние годы жизни провела в Калифорнии, страдая от болезни Паркинсона. Скончалась в своём доме в Монтесито в 1988 году в возрасте 82 лет.